# Törökországi örmények
A törökországi örmények (törökül Türkiye Ermenileri, örményül Թուրքահայեր) Törökország egyik nemzeti kisebbségét képezik.

## Történetük

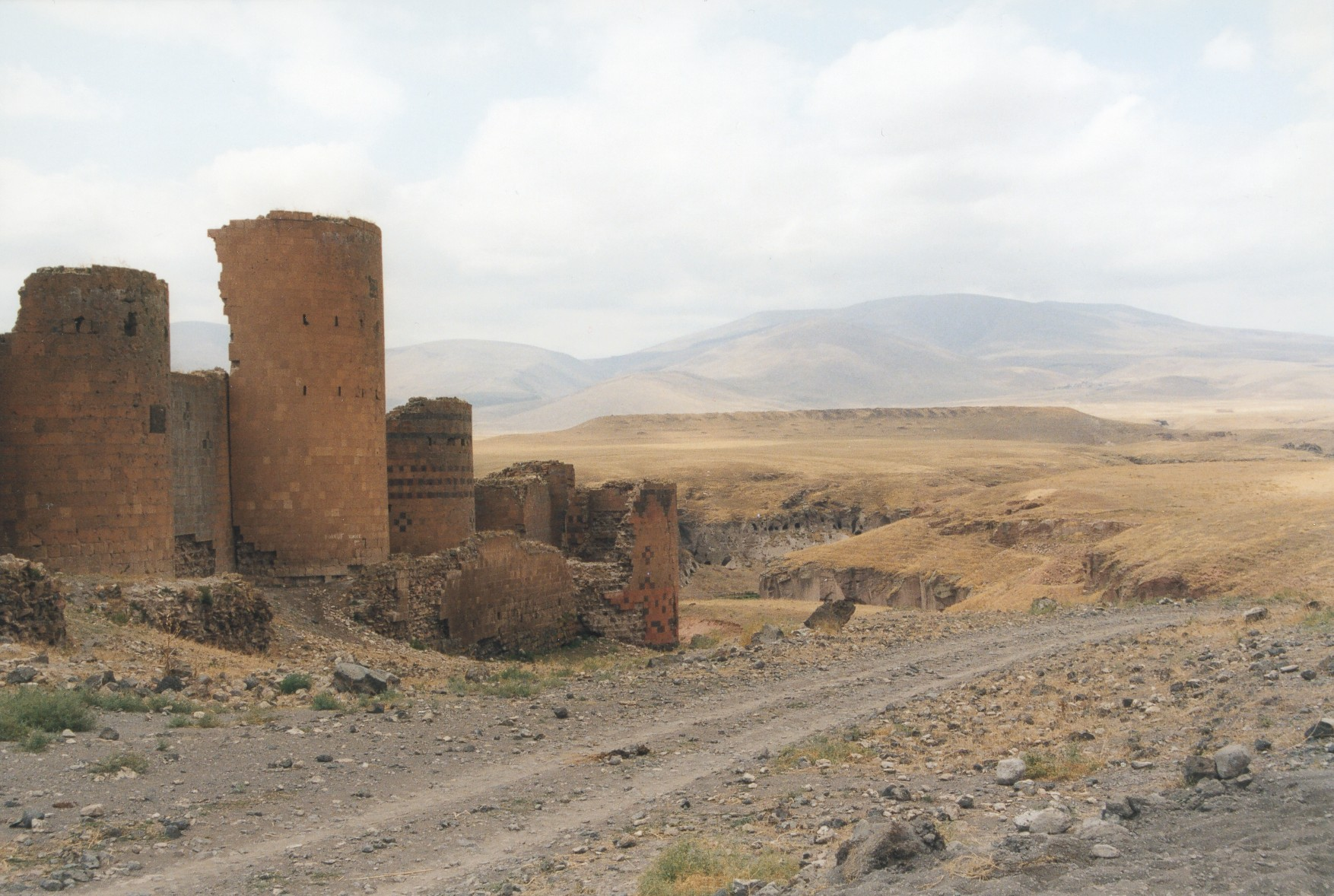
Ani város romjai

Az örmény nép már az ókor folyamán jelen volt az Anatóliai-félsziget keleti területein (itt találhatóak Örményország középkori fővárosának, Aninak a romjai is). Ezek a területek 1077-ben előbb a szeldzsuk Rúmi Szultanátus, majd a 14. századtól kezdődően fokozatosan az Oszmán Birodalom szerezte meg a fennhatóságot a terület felett.
Miután Konstantinápoly 1453-ban a törökök kezére került, II. Mehmed szultán engedélyezte a nem muszlimoknak a szabad vallásgyakorlást és pénzügyi támogatásban is részesítette őket, így az örmény lakosságot is, akik így templomokat építhettek Anatóliában és Isztambul területén is. A 19. századra azonban – a török nacionalizmus megerősödése miatt – több mint 100 000 örmény volt kénytelen elhagyni addigi lakóhelyét és Európában, illetve Amerikában letelepedni. Az örmények és törökök, valamint az őket támogató kurdok közötti konfliktus a 19. század végére nyílt fegyveres összetűzésekbe torkollott. Ez vezetett az 1915-1923 között lezajló örmény népirtáshoz, melynek során becslések szerint 600 000 – 1 000 000 örménnyel végeztek szisztematikusan a török hatóságok (a népirtás tényét a mai napig nem ismeri el Törökország). A túlélők többsége 1918-ban a frissen megalakult Örmény Demokratikus Köztársaság területére menekült, kisebb részük a francia kézre került Szíriában talált menedéket.
A Törökország területén továbbra is kitartó örmények a 20. század folyamán erőteljes asszimilációnak voltak kitéve, melynek során jelentős részük a kurd illetve török lakosságba olvadt, felvéve az iszlám vallást. Napjainkra már csak Isztambulban és Kelet-Törökország néhány városában él számottevő örmény kisebbség, illetve Hatay tartomány területén található az ország egyetlen még örmény többségű falva, Vakıflı.

## Lélekszámuk
Az első világháború előestéjén becslések szerint 1,3-1,8 millió örmény élt az Oszmán Birodalom területén. Napjainkra ez a szám 40-70 000 főre csökkent. Az örmény nép jelenleg az egyik hivatalosan elismert kisebbség Törökországon belül, saját vallási, kulturális, szociális és nevelési intézményekkel rendelkezve. Az örmény lakosság többsége vallásilag az örmény apostoli ortodox egyház híve, kis részük az örmény katolikus egyházhoz tartozik.
Az ország területén jelentős létszámot tesz ki az örmény illegális bevándorlók száma, akik – a politikai nézeteltérések ellenére – jobb munkalehetőség reményében költöznek Törökország területére. 2010-ben becslések szerint csak Isztambulban 22-25 000 örmény bevándorló élt.